# Äskulinspaltung
Die Äskulinspaltung, auch bekannt als Äskulinhydrolyse (oder Esculinhydrolyse), wird in der mikrobiologischen Diagnostik eingesetzt, um Bakterienarten, insbesondere aus der Gruppe der Nonfermenter, voneinander zu unterscheiden.

## Prinzip

Äskuletin-Eisen-Komplex

Einige Bakterienarten, größtenteils aus der Gruppen der Nonfermenter, sind im Stande, mit der von ihnen gebildeten β-Glucosidase Äskulin hydrolytisch in Glucose und Aesculetin zu spalten. Das Äskuletin bildet mit dem Eisen(III)-Ionen der später hinzugegebenen Testlösung eine schwarze Komplexverbindung, welche eine positive Reaktion anzeigt.

## Testdurchführung
Es werden etwa 1 bis 3 Kolonien des zu untersuchenden Bakteriums von einem festen Nährmedium (Agarplatte/Primärkultur) mit Hilfe einer sterilen Impföse in die Äskulin-Bouillon inokuliert. Anschließend bebrütet man die Suspensionskultur für etwa 16 bis 24 Stunden bei 36 ±1 °C.
Nach der Inkubation werden etwa 5 Tropfen einer Eisen(III)-chlorid-Lösung zu der Bouillon gegeben.
Der Arbeitsschritt der Zugabe entfällt, hält man ein Aeskulin Agar Medium, das Eisen(III)-chlorid enthält, als Schrägagar in Teströhrchen als fertigen Test auf Vorrat. Bei diesen kann direkt nach dem Anzüchten das Testergebnis abgelesen werden; bei einer positiven Reaktion färbt sich der Schrägagar im Röhrchen schwarz.

## Auswertung des Tests
Positiv: Schwarzfärbung der Bouillon

Negativ: Ausbleiben der Schwarzfärbung
| Äskulin-positive Bakterienarten | Äskulin-negative Bakterienarten |
| ------------------------------- | ------------------------------- |
| Stenotrophomonas maltophilia    | Pseudomonas aeruginosa          |
| Enterococcus faecalis           | Streptococcus agalactiae        |
| Pseudomonas luteola             | Enterobacter cloacae            |
| Sphingomonas paucimobilis       |                                 |
| Streptococcus uberis            |                                 |

## Arbeitsmittel, Reagenzien, Nährböden
- Äskulin-Bouillon
- 10%ige Eisen(III)-chlorid-Lösung